# Frösthults församling
Frösthults församling var en församling  i Uppsala stift och i Enköpings kommun. Församlingen uppgick 2006 i Fjärdhundra församling. 

## Administrativ historik
Församlingen har medeltida ursprung.
Församlingen utgjorde under medeltiden ett eget pastorat för att därefter till 1 maj 1923 vara moderförsamling i pastoratet Frösthult och Härnevi. Från 1 maj 1923 till 1 maj 1933 var församlingen eget pastorat för att därefter vara annexförsamling i pastoratet  Simtuna, Altuna och Frösthult som 1962 utökades med Österunda, Torstuna och Härnevi församlingar. Församlingen uppgick 2006 i Fjärdhundra församling.

## Kyrkor
- Frösthults kyrka